# Ethan Mbappé
Ethan Mbappé Lottin (sinh ngày 29 tháng 12 năm 2006) là một cầu thủ bóng đá chuyên nghiệp người Pháp hiện tại đang thi đấu ở vị trí tiền vệ cho câu lạc bộ Lille tại Ligue 1.

## Đầu đời
Sinh ra tại Montreuil, Seine-Saint-Denis, Mbappé lớn lên trong một gia đình có truyền thống thể thao, với anh trai Kylian và anh trai nuôi Jirès Kembo Ekoko đều trở thành cầu thủ bóng đá chuyên nghiệp. Cha của họ là người gốc Cameroon và mẹ của họ là người gốc Algérie.

## Sự nghiệp thi đấu

### Paris Saint-Germain
Ethan tiếp bước cả hai người anh trai của mình khi gia nhập đội bóng địa phương, AS Bondy vào năm 2015. Sau hai năm gắn bó với AS Bondy, Mbappé gia nhập gã khổng lồ nước Pháp, Paris Saint-Germain vào năm 2017, cùng thời điểm đội bóng mang về anh trai Kylian theo dạng cho mượn. Anh ghi bàn trong trận ra mắt cho đội U-12.
Mbappé ký hợp đồng mới có thời hạn 3 năm với PSG vào tháng 6 năm 2021. Vào ngày 16 tháng 12 năm 2022, ở tuổi 15, anh có trận ra mắt với đội 1 của câu lạc bộ trong trận thắng 2-1 trước Paris FC. Trước mùa giải 2023–24, anh được triệu tập để tham gia chuyến du đấu ở châu Á và có trận đầu tiên cho PSG trong trận thắng 3–0 trước Jeonbuk Hyundai Motors vào ngày 3 tháng 8.
Anh được điền tên vào đội hình thi đấu của PSG lần đầu tiên vào ngày 15 tháng 9 năm 2023 trên băng ghế dự bị không được sử dụng trong trận thua 2-3 trên sân nhà trước Nice.
Ngày 21 tháng 12 năm 2023, ở tuổi 16, Mbappé có trận ra mắt đội 1, trận thắng 3-1 trước Metz.

## Sự nghiệp quốc tế
Mbappé được gọi triệu tập lên đội tuyển U-16 Pháp vào tháng 11 năm 2021.

## Phong cách thi đấu
Không giống như anh trai Kylian, một tiền đạo nổi tiếng với tốc độ nhanh như chớp, Ethan là một tiền vệ thuận chân trái, có kỹ thuật.

## Đời tư
Vào tháng 1 năm 2022, Mbappé dính vào một vụ tai nạn giao thông nhỏ, sau khi chiếc xe anh đang lái bị một người lái xe say rượu đâm phải. Sau khi vụ tai nạn này xảy ra, anh không hề gặp phải chấn thương nghiêm trọng nào.

## Danh hiệu
Paris Saint-Germain
- Ligue 1: 2023–24[22]
- Coupe de France: 2023–24[23]